# José Ribeiro Pena
José Ribeiro Pena (Itapecerica, 4 de agosto de 1900 - Belo Horizonte, 14 de agosto de 1969) foi um político brasileiro do estado de Minas Gerais. Foi ainda advogado e jornalista.
Foi deputado estadual em Minas Gerais, eleito pelo PSD de 1947 a 1951. Renunciou em 4/9/1947, para tomar posse como vice-governador do estado. Foi duas vezes reeleito deputado estadual, para a 2ª (1951 - 1955) e 3ª (1955-1959) Legislaturas, também pelo PSD. Exerceu a Presidência da Assembleia Legislativa entre 1951 e 1956. Licenciou-se do mandato para exercer os cargos de Secretário de Estado do Interior e Justiça e da Segurança Pública no governo Bias Fortes.
Nas eleições para o governo do estado em 1960, liderou uma dissidência do PSD que lançou sua candidatura pelo PSP (Partido Social Progressista), tendo como vice José Maria Alkmin. Ao final da campanha, aliou-se ao candidato da UDN, Magalhães Pinto, que, graças a seu apoio, derrotou o candidato pessedista, Tancredo Neves. Magalhães o nomeou Secretário de Estado de Viação e Obras Públicas e, posteriormente, Presidente do Banco Mineiro da Produção.
Foi casado com Maria José Nogueira Pena, que também foi deputada estadual em Minas Gerais por duas legislaturas (1967-1975).